# 先驱者10号
先鋒10號（英語：或）是美国国家航空航天局於1972年3月2日發射的一艘非載人太空船，重258公斤，用意是為了研究小行星帶、木星的周遭環境、太陽風、宇宙射線以及太陽系與太陽圈之中最遠能夠到達的地方。它是人類史上第一個安然通過火星與木星之間的小行星帶，以及第一個拜訪木星的太空船。1983年6月13日，它飛越海王星軌道，成為第一個離開八大行星範圍的人造物體。當時的速度高達每秒鐘近14公里。2003年1月23日，由於發射功率不足，它在距離地球122.3億千米處與地球失去聯絡。
先鋒者10号曾是離地球最远的飛行器，这一纪录一直保持到1998年2月17日，那天旅行者1号與太阳的距离和先驱者10号相同（都是69.419AU）。因为旅行者1号的速度优势（每年大约多飞行1.016 AU），與太阳的距离上超过先驱者10号。
和先驱者11号一样，先驱者10号附有一块人類向可能存在的外星人表明我们在银河系位置的镀金铝板。

## 任務檔案

### 發射和軌道
先鋒10號裝載於美國太空總署的擎天神運載火箭中，並且在1972年3月3日UTC01:49:00於佛羅里達州卡納維爾角的36A太空發射設施發射。發射載具耗時17分鐘加速，到達每小時51,682千米（每小時32,114哩）的速度並花了11個小時經過月球，成為當時人類史上速度最快的人造物體。其雙胞胎姐妹，先鋒11號則在隔年的4月4日發射。

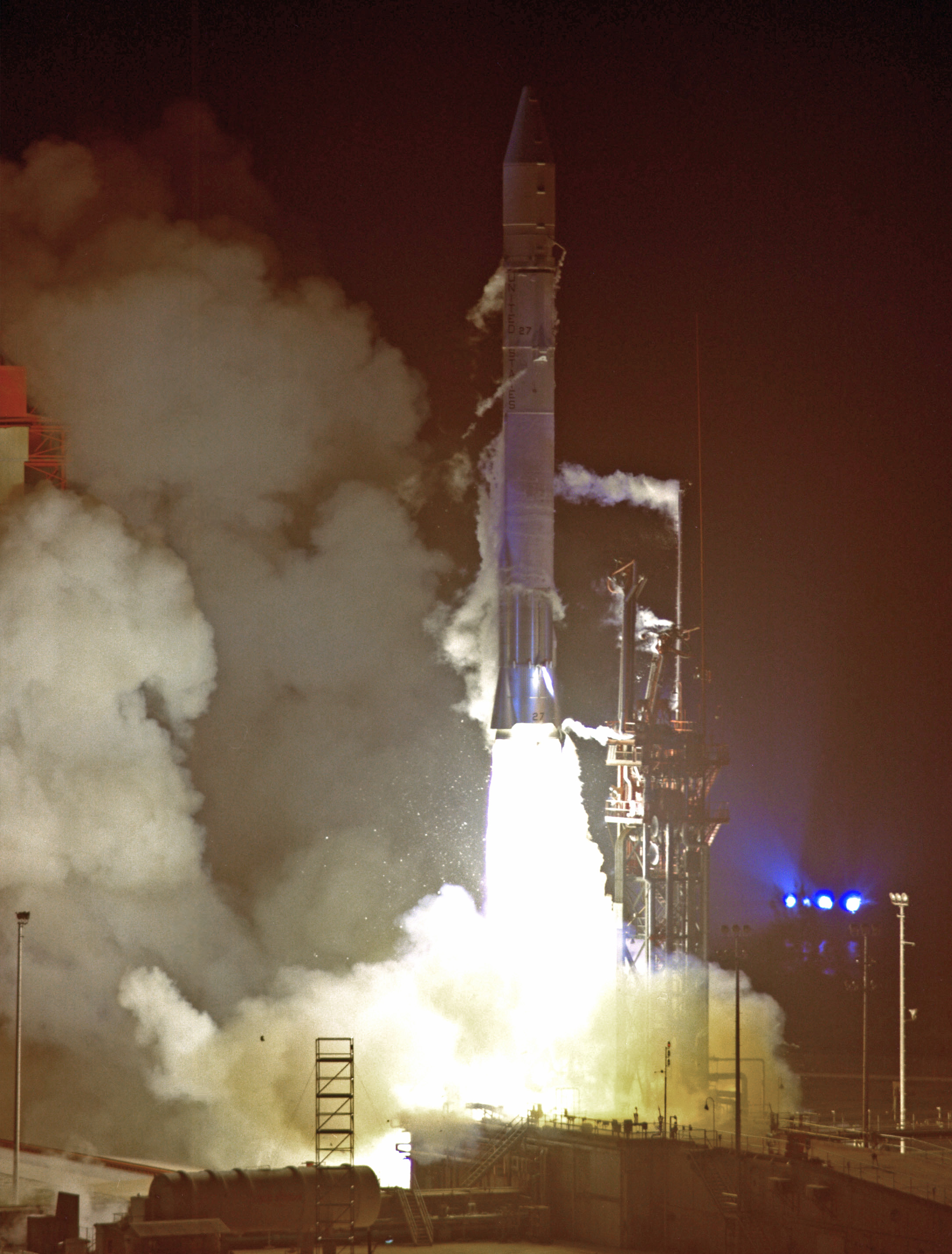
先鋒10號從佛州卡納維爾角空軍基地發射
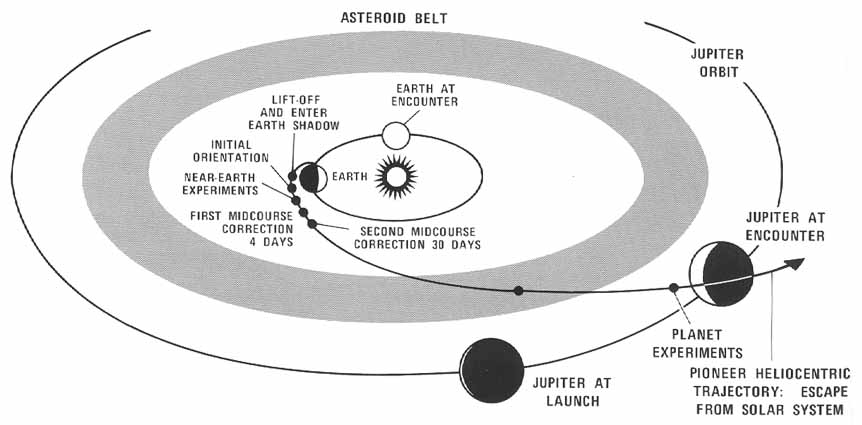
先鋒10號的軌道
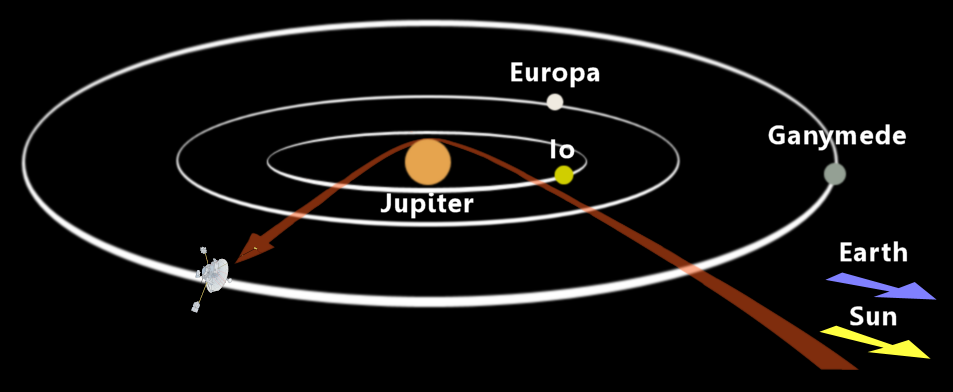
先鋒10號的軌道經過木星系統
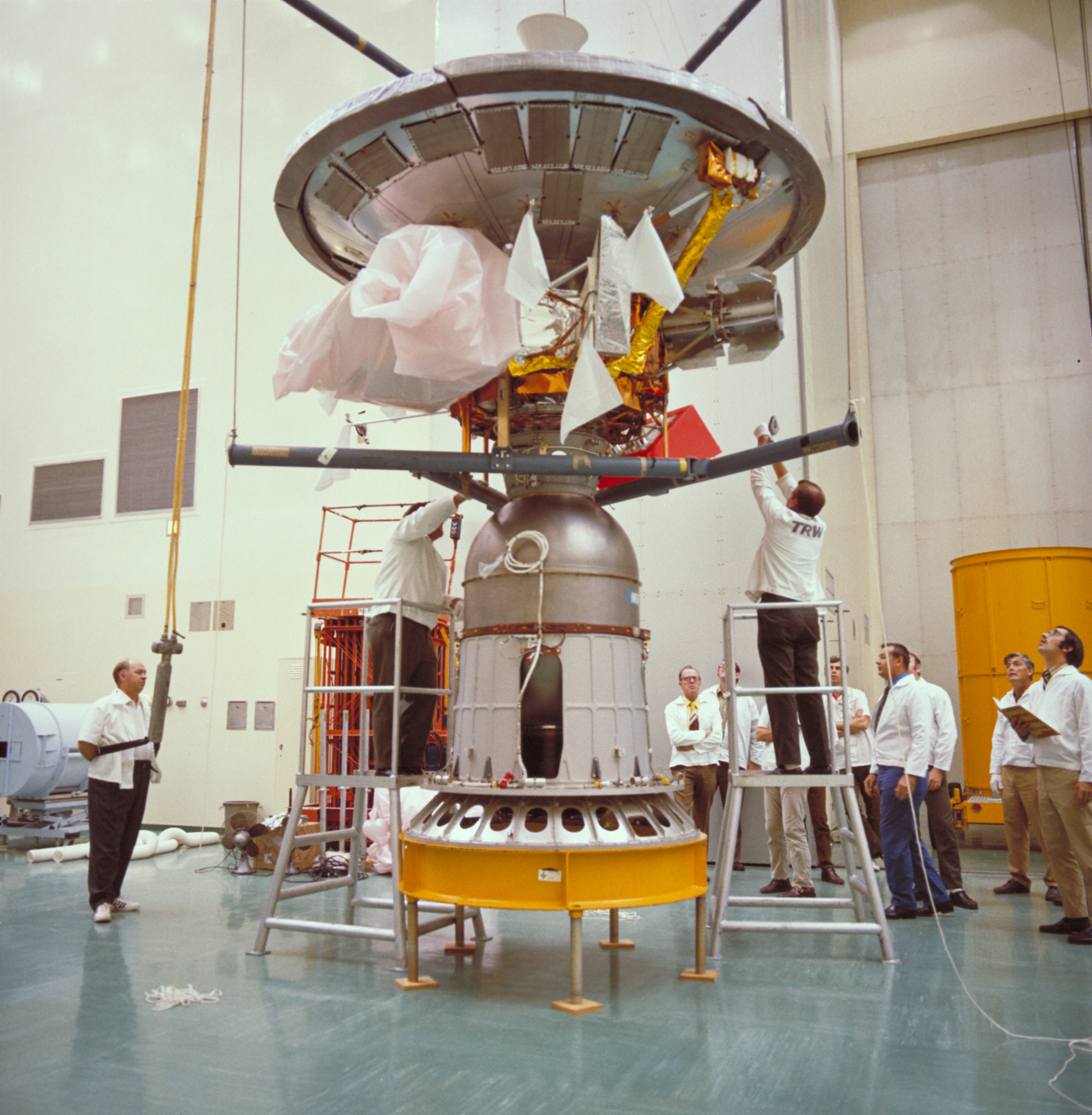
工廠中的先鋒10號

### 拜訪木星
在1973年11和12月，先鋒10號開始傳送木星的圖片影片回地球。500張木星照片在當年12月2日接收，顯露出一點點細節。無論如何，在48小時之內不斷接近的觀察，探測器超越地球本身的觀測能力而顯現出更多過去前所未見的細節。
在1973年12月4日，先鋒10號到達距離木星最近的距離，並且在距離木星200,000千米（124,274哩）之處越過木星雲端。

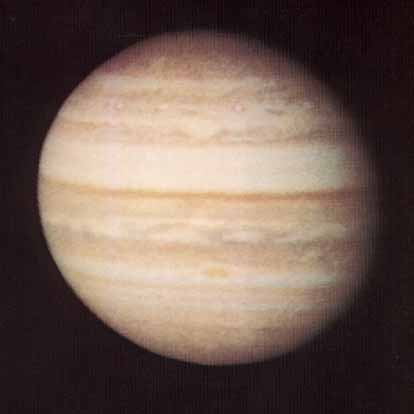
接近木星（相片1）
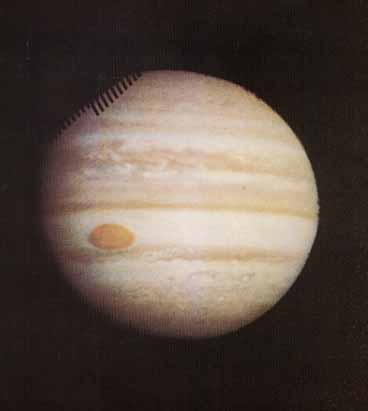
接近木星（相片2）
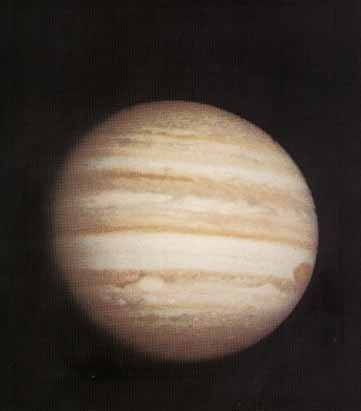
接近木星（相片3）
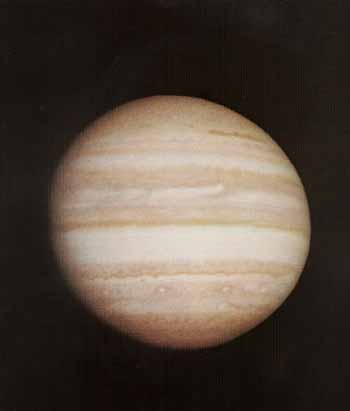
接近木星（相片4）

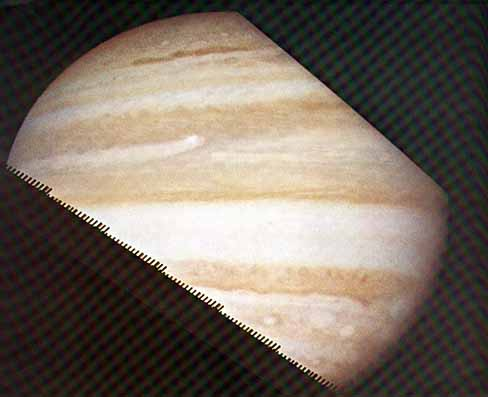
先鋒10號拜訪木星時的最高細節照片
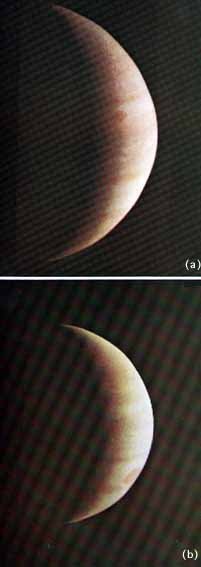
先鋒10號提供一個人類前所未見過的觀察位置：日出時的新月型木星
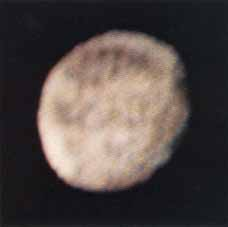
從先鋒10號上所見到的木卫三,木星最大的衛星
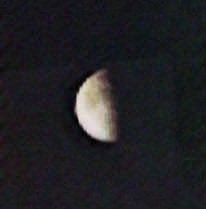
從先鋒10號上所見到的木衛二

### 星際任務

#### 先鋒號異常狀況
在先鋒10和11號距離太陽20~70個天文單位之處所傳回來的無線電資料追蹤分析皆一貫地指出一段小而異常的都卜勒頻率漂移的存在。這個現象能夠由一個{\displaystyle (8.74\pm 1.33)\times 10^{-10}\mathrm {m\cdot s^{-2}} }的直對著太陽的固定加速度解釋之。
物理學者現在認為這是因為先前未將熱反衝力（thermal recoil force）的效應納入計算
- 先驱者10号于1972年3月2日发射
- 先驱者10号的构造
- 先驱者10号（左）和先驱者11号、旅行者1号、旅行者2号的飞行轨迹
- 先驱者10号上携带的人类向可能存在的外星人问候并表明我们在银河系位置的镀金铝板

## 現況
在1997年3月31日之後，先鋒10號的微弱訊號持續由深空網路追蹤並且用以支援訓練飛行控制員如何獲取太空中的無線電訊號。有一個進階的研究概念套用在混沌理論之上來解析斷斷續續的訊號中一致性的資料。
在2002年4月27日，最後一個成功的遙測數據從先鋒10號上接收下來；之後的訊號由於強度不足以偵測到而無法提供有用的資料。
2003年1月23日，最後一個從先鋒10號發送來的極微弱訊號被NASA的深空网络接收到，此時它位於距地球120亿公里（80天文單位）。此後再無法與探測器聯絡上。NASA最後一次嘗試與太空船聯絡是在2006年3月4日，此時太空船天線應該對準地球，但還是沒再收到先鋒10號的回應。推測原因是由於距離太遠加上太空船上放射性同位素熱電機電力耗盡。
先鋒10號現正大致朝向金牛座畢宿五方向前進，以現在速度需要超過200萬年才能到達。